# Tilen Finkšt
Tilen Finkšt, né le 6 juillet 1997, est un coureur cycliste slovène.

## Biographie
En tant que junior (17/18 ans), Tilen Finkšt est membre de l'équipe nationale slovène et  participe à des manches de la Coupe des Nations Juniors, ainsi qu'aux championnats du monde et d'Europe de la catégorie. En 2015, il devient champion champion de Slovénie sur route juniors. Lors de son passage dans la catégorie des espoirs (moins de 23 ans), Finkšt rejoint l'équipe Radenska en 2016. Sur route, il court avec l'équipe pendant six ans avec comme résultats notables des podiums sur Croatie-Slovénie, la Coppa Città di San Daniele et le Poreč Trophy. En 2021, il devient sur piste champion de Slovénie de vitesse par équipes avec deux coéquipiers de l'équipe Ljubljana Gusto Santic.
Pour la saison 2022, il rejoint l'équipe rivale slovène Adria Mobil. Avec sa nouvelle équipe, il devient champion de Slovénie de poursuite par équipes en 2022. Après une multitude de podiums et d'autres top 10 sur route, il remporte en 2023 son premier succès sur l'UCI Europe Tour, en s'imposant à l'issue d'un sprint massif lors de la troisième étape de l'Istrian Spring Trophy. Il enchaine un deuxième succès le même mois, lors du Grand Prix Adria Mobil.

## Palmarès sur route

### Par années
- 2015
  -  Champion de Slovénie sur route juniors
- 2019
  - 3e de Croatie-Slovénie
- 2020
  - 2e de la Coppa Città di San Daniele
- 2021
  - 3e du Poreč Trophy
- 2022
  - 2e du GP Gorenjska
  - 3e du Grand Prix Kranj
- 2023
  - 3e étape de l'Istrian Spring Trophy
  - Grand Prix Adria Mobil
  - Prologue du Tour de Bulgarie
  - 3e du GP Goriska & Vipava Valley
- 2024
  - Visegrad 4 Kerekparverseny
  - 3e du GP Goriska & Vipava Valley
- 2025
  - 2e du GP Brda-Collio
  - 3e du Grand Prix Adria Mobil

### Classements mondiaux
| Année                                 | 2018  | 2019  | 2020 | 2021 | 2022 | 2023 | 2024 |
| ------------------------------------- | ----- | ----- | ---- | ---- | ---- | ---- | ---- |
| Classement mondial                    | 2805e | 1532e | 967e | 719e | 455e | 586e | 690e |
| UCI Europe Tour                       | 1872e | 1022e | 757e | 564e | 361e | nc   | nc   |
|                                       |       |       |      |      |      |      |      |
| Légende : nc = non classéSource : UCI |       |       |      |      |      |      |      |

## Palmarès sur piste
- 2021
  -  Champion de Slovénie de vitesse par équipes (avec Anže Skok et Blaž Avbelj)
  - 2e du championnat de Slovénie de poursuite par équipes
- 2022
  -  Champion de Slovénie de poursuite par équipes (avec David Per, Nik Čemažar et Jaka Špoljar)[3]
  - 2e du championnat de Slovénie de vitesse par équipes[3]
  - 2e du championnat de Slovénie de l'omnium[3]
- 2023
  -  Champion de Slovénie du scratch[4]
  - 3e du championnat de Slovénie de l'élimination[4]
  - 3e du championnat de Slovénie de poursuite par équipes[4]
- 2024
  -  Champion de Slovénie de vitesse par équipes (avec Anže Skok et Nejc Peterlin)[5]
  - 2e du championnat de Slovénie de poursuite par équipes[5]
  - 2e du championnat de Slovénie de course aux points[5]
  - 2e du championnat de Slovénie de l'omnium[5]
  - 3e du championnat de Slovénie du scratch[5]
- 2025
  -  Champion de Slovénie de vitesse par équipes (avec Anže Skok et Nejc Peterlin)[6]
  - 2e du championnat de Slovénie de l'élimination[6]
  - 2e du championnat de Slovénie de poursuite par équipes[6]
  - 3e du championnat de Slovénie de l'américaine[6]